# Renfrewshire
Renfrewshire (Schots-Gaelisch: Siorrachd Rinn Friù) is een raadsgebied (council area) in het midden van Schotland met een oppervlakte van 261 km². De hoofdplaats is Paisley en het raadsgebied heeft 177.790 inwoners (2017).
Het raadsgebied bestaat vooral uit de westelijke voorsteden van Glasgow en herbergt het vliegveld van Glasgow. Renfrewshire is ook de naam van een historisch graafschap en een lieutenancy area, die echter een grotere omvang hebben dan het gelijknamige raadsgebied, omdat ze ook de raadsgebieden Inverclyde en East Renfrewshire omvatten.

## Plaatsen
- Bishopton, Bridge of Weir, Brookfield
- Crosslee
- Elderslie, Erskine
- Houston, Howwood
- Inchinnan
- Johnstone
- Kilbarchan
- Langbank, Linwood, Lochwinnoch
- Paisley
- Ralston, Ranfurly, Renfrew

Aberdeen · Aberdeenshire · Angus · Argyll and Bute · City of Edinburgh · Clackmannanshire · Dumfries and Galloway · Dundee City · East Ayrshire · East Dunbartonshire · East Lothian · East Renfrewshire · Falkirk · Fife · Glasgow City · Highland · Inverclyde · Midlothian · Moray · Na h-Eileanan Siar (Buiten-Hebriden) · North Ayrshire · North Lanarkshire · Orkney Islands · Perth and Kinross · Renfrewshire · Scottish Borders · Shetland Islands · South Ayrshire · South Lanarkshire · Stirling · West Dunbartonshire · West Lothian
Zie ook: lieutenancy areas, de vroegere regio's en graafschappen